# Кула (Грчка)
Кула (грч. Παλαιόκαστρο, Палеокастро) је насељено место у општини Доња Џумаја у периферији Средишња Македонија, Грчка. Према попису из 2021. године било је 478 становника.
Према бугарском географу и историчару, Василу Канчову, у Кули је 1900. године живело 510 Словена хришћана. Током Другог балканског рата и Првог светског рата село је настрадало и већи део мештана је избегао, тако је после рата остало 182 житеља. Двадесетих година 20. века насељено је 46 грчких избегличких породица, укупно 182 особе. На попису из 1928. године Кула је мешовито грчко-словенско насеље са 462 становника.